# Mistrzostwa Ameryki Południowej w Piłce Siatkowej Mężczyzn 1983
XV Mistrzostwa Ameryki Południowej w Piłce Siatkowej Mężczyzn odbyły się w brazylijskim mieście São Paulo między 27 a 31 lipca 1983 roku.
Tytułu sprzed dwóch lat bronili Brazylijczycy (odnieśli 8 kolejnych zwycięstw) i to oni po raz kolejny zdobyli mistrzostwo. Był to czternasty złoty medal mistrzostw Ameryki Południowej w historii brazylijskiej siatkówki.
Najlepszy zespół, nie licząc Brazylii, otrzymał awans na Igrzyska Olimpijskie 1984 (Brazylia miała zapewniony udział w Igrzyskach jako Wicemistrz Świata 1982). Kolejna w klasyfikacji drużyna wywalczyła prawo do udziału w turnieju kwalifikacyjnym do Igrzysk.

## System rozgrywek
Mistrzostwa składały się z dwóch faz grupowych. W obu rozgrywki odbywały się w systemie kołowym, "każdy z każdym". W pierwszej fazie drużyny były podzielone na dwie grupy. Po dwie najlepsze drużyny z obu grup awansowały do drugiej fazy, do grupy walczącej o miejsca 1-4., a pozostałe do grupy rywalizującej o miejsca 5-7. Wyniki z pierwszej fazy między poszczególnymi drużynami były uwzględniane w drugiej fazie 
O kolejności w tabeli decydowały kolejno:
- liczba zwycięstw,
- stosunek małych punktów,
- stosunek setów.

## Drużyny uczestniczące
| Reprezentacja | Miejsce w poprzednich mistrzostwach |
| ------------- | ----------------------------------- |
| Argentyna     | 2                                   |
| Brazylia      | 1                                   |
| Chile         | 3                                   |
| Ekwador       | ns                                  |
| Kolumbia      | ns                                  |
| Urugwaj       | 5                                   |
| Wenezuela     | 4                                   |

ns- nie startował

## I runda
Rywalizacja o miejsca 1-4.
     Rywalizacja o miejsca 5-7.

### Grupa A
| Poz. | Reprezentacja | Mecze | Mecze | Mecze | Małe punkty | Małe punkty | Małe punkty | Sety | Sety | Sety  |
| Poz. | Reprezentacja | M     | Z     | P     | zdob.       | str.        | ratio       | wyg. | prz. | ratio |
| ---- | ------------- | ----- | ----- | ----- | ----------- | ----------- | ----------- | ---- | ---- | ----- |
| 1    | Brazylia      | 3     | 3     | 0     | 135         | 39          | 3,46        | 9    | 0    | MAX   |
| 2    | Chile         | 3     | 2     | 1     | 128         | 137         | 0,93        | 6    | 5    | 1,20  |
| 3    | Kolumbia      | 3     | 1     | 2     | 115         | 141         | 0,82        | 5    | 6    | 0,83  |
| 4    | Urugwaj       | 3     | 0     | 3     | 75          | 136         | 0,55        | 0    | 9    | 0,00  |

| 27 lipca 1983 |

|  | Chile | 3:0(16:14, 15:6, 15:10) | Urugwaj |  |
|  |       | 3:0(16:14, 15:6, 15:10) |         |  |

|  | Brazylia | 3:0(15:2, 15:3, 15:3) | Kolumbia |  |
|  |          | 3:0(15:2, 15:3, 15:3) |          |  |

| 28 lipca 1983 |

|  | Chile | 3:2(17:15, 12:15, 12:15, 15:7, 15:10) | Kolumbia |  |
|  |       | 3:2(17:15, 12:15, 12:15, 15:7, 15:10) |          |  |

|  | Brazylia | 3:0(15:9, 15:7, 15:4) | Urugwaj |  |
|  |          | 3:0(15:9, 15:7, 15:4) |         |  |

| 29 lipca 1983 |

|  | Kolumbia | 3:0(15:7, 15:7, 15:11) | Urugwaj |  |
|  |          | 3:0(15:7, 15:7, 15:11) |         |  |

|  | Brazylia | 3:0(15:6, 15:3, 15:2) | Chile |  |
|  |          | 3:0(15:6, 15:3, 15:2) |       |  |

### Grupa B
| Poz. | Reprezentacja | Mecze | Mecze | Mecze | Małe punkty | Małe punkty | Małe punkty | Sety | Sety | Sety  |
| Poz. | Reprezentacja | M     | Z     | P     | zdob.       | str.        | ratio       | wyg. | prz. | ratio |
| ---- | ------------- | ----- | ----- | ----- | ----------- | ----------- | ----------- | ---- | ---- | ----- |
| 1    | Argentyna     | 2     | 2     | 0     | 91          | 29          | 3,14        | 6    | 0    | MAX   |
| 2    | Wenezuela     | 2     | 1     | 1     | 71          | 62          | 1,15        | 3    | 3    | 1,00  |
| 3    | Ekwador       | 2     | 1     | 2     | 19          | 90          | 0,21        | 0    | 6    | 0,00  |

| 27 lipca 1983 |

|  | Wenezuela | 3:0(15:2, 15:5, 15:9) | Ekwador |  |
|  |           | 3:0(15:2, 15:5, 15:9) |         |  |

| 28 lipca 1983 |

|  | Argentyna | 3:0(15:2, 15:1, 15:0) | Ekwador |  |
|  |           | 3:0(15:2, 15:1, 15:0) |         |  |

| 29 lipca 1983 |

|  | Argentyna | 3:0(15:7, 15:5, 16:14) | Wenezuela |  |
|  |           | 3:0(15:7, 15:5, 16:14) |           |  |

## II runda

### Rywalizacja o miejsca 5-7.
| Poz. | Reprezentacja | Mecze | Mecze | Mecze | Małe punkty | Małe punkty | Małe punkty | Sety | Sety | Sety  |
| Poz. | Reprezentacja | M     | Z     | P     | zdob.       | str.        | ratio       | wyg. | prz. | ratio |
| ---- | ------------- | ----- | ----- | ----- | ----------- | ----------- | ----------- | ---- | ---- | ----- |
| 1    | Kolumbia      | 2     | 2     | 0     | 90          | 42          | 2,14        | 6    | 0    | MAX   |
| 2    | Ekwador       | 2     | 1     | 2     | 75          | 73          | 1,03        | 3    | 4    | 0,75  |
| 3    | Urugwaj       | 2     | 0     | 1     | 53          | 103         | 0,51        | 1    | 6    | 0,17  |

| 30 lipca 1983 |

|  | Kolumbia | 3:0(15:3, 15:7, 15:7) | Ekwador |  |
|  |          | 3:0(15:3, 15:7, 15:7) |         |  |

| 31 lipca 1983 |

|  | Ekwador | 3:1(13:15, 15:6, 15:6, 15:1) | Urugwaj |  |
|  |         | 3:1(13:15, 15:6, 15:6, 15:1) |         |  |

### Rywalizacja o miejsca 1-4.
| Poz. | Reprezentacja | Mecze | Mecze | Mecze | Małe punkty | Małe punkty | Małe punkty | Sety | Sety | Sety  |
| Poz. | Reprezentacja | M     | Z     | P     | zdob.       | str.        | ratio       | wyg. | prz. | ratio |
| ---- | ------------- | ----- | ----- | ----- | ----------- | ----------- | ----------- | ---- | ---- | ----- |
| 1    | Brazylia      | 3     | 3     | 0     | 135         | 41          | 3,29        | 9    | 0    | MAX   |
| 2    | Argentyna     | 3     | 2     | 1     | 110         | 80          | 1,38        | 6    | 3    | 2,00  |
| 3    | Chile         | 3     | 1     | 2     | 92          | 161         | 0,57        | 3    | 8    | 0,38  |
| 4    | Wenezuela     | 3     | 0     | 3     | 108         | 163         | 0,66        | 2    | 9    | 0,22  |

| 30 lipca 1983 |

|  | Argentyna | 3:0(15:4, 15:2, 15:3) | Chile |  |
|  |           | 3:0(15:4, 15:2, 15:3) |       |  |

|  | Brazylia | 3:0(15:5, 15:2, 15:4) | Wenezuela |  |
|  |          | 3:0(15:5, 15:2, 15:4) |           |  |

| 31 lipca 1983 |

|  | Chile | 3:2(15:8, 18:16, 17:19, 7:15, 15:13) | Wenezuela |  |
|  |       | 3:2(15:8, 18:16, 17:19, 7:15, 15:13) |           |  |

|  | Brazylia | 3:0(15:7, 15:10, 15:2) | Argentyna |  |
|  |          | 3:0(15:7, 15:10, 15:2) |           |  |

## Klasyfikacja końcowa
| Miejsce | Zespół    | Uwagi                                  |
| ------- | --------- | -------------------------------------- |
|         | Brazylia  |                                        |
|         | Argentyna | Awans na Igrzyska Olimpijskie 1984     |
|         | Chile     | Awans na Kwalifikacje Olimpijskie 1984 |
| 4       | Wenezuela |                                        |
| 5       | Kolumbia  |                                        |
| 6       | Ekwador   |                                        |
| 7       | Urugwaj   |                                        |

## Źródła
- Wyniki Mistrzostw Ameryki Południowej 1983. todor66.com. [dostęp 2019-09-09]. (ang.).